# Снегорин
Снегоринът е машина, предназначена за почистване на сняг от земната повърхност, най-често от пътища. Поради сезонния характер на тази дейност, за снегорини често се използват и машини с друго предназначение (камиони, трактори, локомотиви и други), на които се поставят допълнителни приспособления за почистване на снега. За паркове и обществени места, паркинги и други маломерни терени, се използват специализираните многофункционални машини – мултилани и мултикари със сменяеми приспособления.

## Галерия
- Малък снегорин
- Почистване на пътни магистрали
- Железопътен вагон за почистване на сняг
- Трамвай-снегорин в София